# Massimo D'Alema
Massimo D'Alema (Roma, 20 aprile 1949) è un politico, giornalista e scrittore italiano, già Presidente del Consiglio dei ministri dal 21 ottobre 1998 al 26 aprile 2000, il primo e unico con un passato nel Partito Comunista Italiano a ricoprire tale carica nonché il primo capo di governo italiano a essere nato dopo la fine della seconda guerra mondiale e dopo l'istituzione della Repubblica italiana.
Ha guidato due esecutivi nella XIII legislatura (1998-1999 e 1999-2000), per un totale di 553 giorni. Decise di dimettersi dopo la sconfitta della sua coalizione alle elezioni regionali del 2000. Per il suo nome e per la sua posizione dominante nelle coalizioni di sinistra durante la Seconda Repubblica, viene indicato come Leader Maximo.
Ha ricoperto successivamente la carica di ministro degli affari esteri e vicepresidente del Consiglio del governo Prodi II (17 maggio 2006 - 8 maggio 2008).
È stato segretario nazionale della Federazione Giovanile Comunista Italiana dal 1975 al 1980, segretario del Partito Democratico della Sinistra dal 1994 al 1998 e presidente dei Democratici di Sinistra dal 2000 al 2007.
È stato deputato per sette legislature e più volte vicepresidente dell'Internazionale Socialista.
Diplomato al liceo classico, dal 13 marzo 1991 è iscritto all'albo come giornalista professionista. Dal 26 gennaio 2010 al 15 marzo 2013 ha ricoperto la carica di Presidente del COPASIR. Ostile alla personalità e alla linea politica di Matteo Renzi, ha lasciato il Partito Democratico, che ha contribuito a fondare, per aderire ad Articolo Uno nel 2017.

## Biografia

### Infanzia ed istruzione
Nato a Roma, figlio di Giuseppe D'Alema (1917-1994), partigiano gappista, funzionario e deputato del Partito Comunista Italiano (PCI), e di Fabiola Modesti (1924-2008). I suoi nonni paterni erano originari di Miglionico (Matera). È sposato con Linda Giuva, foggiana, professoressa associata di archivistica, bibliografia e biblioteconomia presso l'Università di Roma "La Sapienza", e ha due figli: Giulia e Francesco.
A causa del lavoro del padre Giuseppe, la famiglia si trasferiva spesso da una città all'altra, non di rado molto lontane tra loro (Genova, Trieste, Pescara). La madre raccontava che col marito si decise di non imporre nulla al figlio, soprattutto in materia di religione, ma che già a sei anni «era interessato a tutto e gli piaceva tanto qualsiasi cosa sapesse di politica».
Nei primi giorni di scuola si dichiarò ateo e non partecipò alle lezioni di religione, cominciando uno scontro con la maestra, che, a suo dire, faceva ogni giorno "la solita propaganda democristiana e anticomunista".
Non ebbe mai difficoltà a scuola: non fece la quinta elementare e fu il primo agli esami di terza media. Secondo sua madre fu più per la spigliatezza che per una grande applicazione, dato che non studiava molto sui libri di testo, preferendovi quelli che trovava in casa e che leggeva avidamente, specie se di storia.

### Prime attività politiche
A Roma, a Monteverde Vecchio, era iscritto ai Pionieri (associazione democratica per ragazzi e ragazze fino ai 15 anni) con i figli di Gian Carlo Pajetta. Quando in quel quartiere si tenne un congresso del partito, fu scelto - aveva appena nove anni - come rappresentante dei Pionieri: la madre ricorda che volle scriversi da solo il discorso per poi saperlo meglio, e che fece un'ottima figura, tanto da far dire a Togliatti «Capirai, se tanto mi dà tanto questo farà strada». Secondo altri, invece, il commento del "Migliore" sarebbe stato assai più stizzito (per la precoce maturità politica del Pioniere): «Ma questo non è un bambino, è un nano!».
La sua militanza politica cominciò nel 1963, quando s'iscrisse quattordicenne alla Federazione Giovanile Comunista Italiana (FGCI). D'Alema è sempre stato considerato un «figlio del partito», perché è cresciuto in un ambiente "di partito": il PCI pervadeva la vita dei genitori, numerosi alti dirigenti del PCI erano amici di famiglia e lo conoscevano fin dalla sua infanzia, e in seguito ha percorso tutti i gradi della militanza.
A Genova, dove frequentò il liceo ginnasio Andrea D'Oria e il padre era segretario regionale del PCI, si occupò di organizzare il movimento studentesco nella propria scuola: ad esempio, per le manifestazioni contro la guerra nel Vietnam; ma svolgeva anche volontariato in parrocchia e partecipava alla redazione del giornalino parrocchiale, oltre che alle lezioni di religione (pur essendo esonerato), discutendo sempre con l'insegnante, un sacerdote.

#### A Pisa
Dopo aver conseguito la maturità classica, si trasferì nell'ottobre 1967 a Pisa, ammesso a frequentare la Classe accademica di lettere e filosofia alla Scuola Normale Superiore di Pisa, dopo essersi classificato quinto all'esame di ammissione.
All'esame di ammissione conobbe Fabio Mussi, che era appena dietro di lui in graduatoria ed ebbe una camera proprio a fianco alla sua. I due fecero subito amicizia e parteciparono assieme, in posizione eminente, alle grandi contestazioni degli studenti della Normale in quel periodo: recentemente era stato espulso Adriano Sofri, per aver infranto le rigidissime regole del collegio, che vietavano, fra l'altro, l'ingresso di ragazze nelle camere.
Dopo varie occupazioni, il regolamento fu modificato con la liberalizzazione degli accessi e l'abolizione dell'obbligo di pernottamento e dei rientri a orari predeterminati. In seguito, anche Mussi e D'Alema rischiarono l'espulsione, da cui si salvarono grazie all'appoggio di alcuni professori e all'impegno mostrato nello studio.
Grazie a queste esperienze, i due entrarono quasi subito nella dirigenza locale del PCI (il cui segretario, fra l'altro, era amico del padre di D'Alema) e organizzarono molte iniziative e manifestazioni rischiando spesso il carcere e scontrandosi coi più radicali elementi di Lotta Continua, che ritenevano D'Alema troppo allineato alla posizione del PCI.
D'Alema si ritirò dagli studi poco prima di discutere la tesi, che avrebbe dovuto vertere sull'opera Produzione di merci a mezzo di merci dell'economista Piero Sraffa, amico di Antonio Gramsci. Secondo l'amico del tempo Marco Santagata, D'Alema vi rinunciò per non essere sospettato di favoritismi, poiché l'intellettuale del PCI Nicola Badaloni era diventato preside di Lettere e Filosofia; sicuramente influirono notevolmente in questa scelta gli impegni politici assunti da D'Alema prima a livello locale, a Pisa, e poi, a livello nazionale, con la segreteria della FGCI; poco dopo entrò nel comitato federale nel partito.
Nel 1968 fu uno dei manifestanti che presero parte ai fatti della Bussola.
Alle elezioni amministrative del 1970 si candida al consiglio comunale di Pisa, tra le liste del PCI, risultando eletto consigliere comunale e divenendo capogruppo. In tale veste è stato uno dei promotori della giunta comunale guidata da Elia Lazzari tra luglio 1971 e maggio 1976, un esperimento inedito sostenuto da PCI, Partito Socialista Italiano (PSI), Partito Socialista Italiano di Unità Proletaria e una parte della Democrazia Cristiana (DC) per superare un momento di stallo e votare il bilancio comunale.
Con questo D'Alema conquistò l'attenzione dei vertici del partito e si fece la fama di aspirante capo del partito. Tuttavia non mancarono le contestazioni della sua linea, che provocò grandi discussioni: era giudicato presuntuoso e si temevano le sue relazioni coi movimenti estremisti. Un altro ostacolo erano i commenti moralisti sulla sua relazione libera e aperta con Gioia Maestro, conosciuta da poco: ostacolo che fu rimosso con un matrimonio celebrato il 19 aprile 1973 e concluso un anno e mezzo dopo.
Nel 2013 D'Alema ha così rievocato gli anni attorno al 1968: «Faccio parte della generazione del Sessantotto. Noi eravamo antisovietici, ma nel partito c'era gente che aveva rapporti stretti con l'Unione Sovietica. Erano legami personali e culturali profondi, creati durante la guerra, una guerra antifascista. In seno allo stesso partito, per anni, hanno convissuto diverse culture politiche. Enrico Berlinguer aveva capito qual era il vero volto dell'URSS. Ma prevalse in lui la preoccupazione che una rottura con quel mondo avrebbe portato a una spaccatura nel partito. Questa preoccupazione ha finito per rallentare il rinnovamento necessario del PCI. E così all'appuntamento con la storia siamo arrivati in ritardo».

#### Segretario della FGCI
Nel 1975 Enrico Berlinguer stava cercando un successore per Renzo Imbeni alla guida della FGCI, per la quale voleva un nuovo corso che la risollevasse dalla diminuzione degli iscritti e la portasse più vicina alla linea del compromesso storico. Il successore designato era Amos Cecchi, ma il suo principale sostenitore Carlo Alberto Galluzzi fu sostituito nella carica di supervisore della FGCI dall'amendoliano Gerardo Chiaromonte, amico di famiglia dei D'Alema, che scelse il futuro segretario fra D'Alema e Mussi, optando infine - dopo una cena informale coi due - per il primo, che pure non era formalmente iscritto all'organizzazione come previsto dallo statuto: la scelta di uno sconosciuto sembrò ai membri della FGCI un atto di forza e un attentato all'autonomia dell'organizzazione.
In quel periodo il motto della FGCI era "stare nel movimento": D'Alema cercò di mediare fra la sinistra extraparlamentare e il partito per evitare una rottura definitiva, inizialmente senza risultati di rilievo. Per dare consistenza a questa prova di dialogo, si creò il settimanale Città futura, che arrivò a vendere 50.000 copie: era diretto da Ferdinando Adornato e ospitava articoli di persone dalle opinioni più varie, animato da Umberto Minopoli, Claudio Velardi, Giovanni Lolli, Goffredo Bettini, Marco Fumagalli, Walter Vitali, Giulia Rodano, Livia Turco, Leonardo Domenici: secondo D'Alema «l'ultima generazione di quadri del partito. Lì si formò un legame umano [...] quel tipo di solidarietà non si è spezzato, anche se abbiamo preso strade diverse». Il giornale chiuse poco dopo.
Nel 1978, dopo il rapimento di Aldo Moro, la FGCI prese maggiormente le distanze dagli autonomi, scegliendo di emarginare i terroristi. D'Alema, tuttavia, cercò di recuperare parte del movimento proseguendo la propria opera di mediazione: ebbe occasione di parlare con Berlinguer, che era colpito personalmente dal conflitto generazionale, dato che il figlio Marco Berlinguer si era avvicinato a posizioni estremistiche: in un famoso discorso a Genova preparò alla rottura dell'unità nazionale, con un forte richiamo ai giovani, che «in fondo sono figli nostri», anche nelle esagerazioni.
Ai tempi si ebbe l'impressione che Chiaromonte e Giorgio Napolitano imputassero questa svolta a sinistra a D'Alema, che, per punizione, fu mandato in Puglia quale responsabile di stampa e propaganda.

#### In Puglia
Il 19 marzo 1980 D'Alema arrivò a Bari, dove venne accolto dal segretario locale della FGCI, Renato Miccoli, con cui avrebbe convissuto per quasi quattro anni. Come primo atto da responsabile di stampa e propaganda acquistò la televisione locale TvZeta, finanziata anche con dei concerti. Poco dopo fu promosso responsabile dell'organizzazione. Come tale, partecipava a tutti i comizi, manifestazioni e incontri del partito, per costruire un rapporto diretto con la base del partito ed essere indipendente dal resto della dirigenza, che gli era ostile, ritenendo il suo arrivo un commissariamento.
I suoi discorsi inizialmente furono giudicati troppo freddi, ma presto apprese le tecniche oratorie e conquistò la base, così che quando, dopo le fallimentari amministrative del 1981 (vinte dai democristiani), il segretario regionale si dimise, egli fu eletto al suo posto: la sua rafforzata posizione aveva permesso a Berlinguer e Alessandro Natta di premere in suo favore senza esporsi eccessivamente.
Poco dopo, Berlinguer sferrò pesanti accuse al PSI e alla politica clientelare in generale (la cosiddetta questione morale), in particolare in un'intervista a Scalfari ne la Repubblica del 28 luglio 1981. D'Alema si attestò sulla stessa posizione e cominciò una dura battaglia per impedire al PSI di fare della Puglia una solida base politica e di potere: la prima mossa fu ostacolare ogni alleanza locale fra PSI e DC; a questo scopo formò a Bari una giunta di sinistra col socialista Rino Formica, mentre in molti altri comuni si alleò con la DC. Infine, nonostante le resistenze interne al partito, strinse un'alleanza con la DC anche per la Regione.
Con questo curriculum, al XVI congresso del PCI nel 1983 venne eletto membro della Direzione nazionale, assieme ad altri dirigenti locali come Piero Fassino, Giulio Quercini e Lalla Trupia.

### Periodo post-Berlinguer
Nel 1984 Berlinguer, nonostante D'Alema fosse soltanto un giovane dirigente locale, lo portò con sé al funerale del segretario del PCUS Jurij Andropov, per dare un forte segnale di rinnovamento e, si ipotizzò allora, per prepararlo alla successione in un congresso di due anni dopo. Tuttavia Berlinguer morì poco dopo e gli succedette alla segreteria del PCI Natta, in una soluzione di transizione in vista dell'elezione a segretario di uno dei giovani selezionati da Berlinguer, tra i quali D'Alema e Achille Occhetto erano quelli più in vista, a cui Natta diede a D'Alema l'importante incarico dell'organizzazione mentre Occhetto fu nominato vicesegretario nel luglio 1987.
Nello stesso anno, poco dopo la morte di Berlinguer, fu colpito da una tragedia personale: la terrificante morte della sua compagna Giusi Del Mugnaio, una ragazza di Bologna poco più che trentenne e che per amore di lui aveva lasciato una brillante carriera politica: fu travolta e uccisa da una auto sulla superstrada tra Bari e Brindisi, il 20 luglio, morendo sul colpo.

### Elezione a deputato
Alle elezioni politiche del 1987 si candida per la prima volta alla Camera dei deputati, tra le liste del PCI nella circoscrizione Lecce-Brindisi-Taranto, risultando eletto deputato come il più votato della circoscrizione con 115.784 preferenze. Nella X legislatura della Repubblica è stato membro della 4ª Commissione Difesa.
Il 30 aprile 1988 D'Alema - in quel periodo direttore de L'Unità - quando Natta venne colpito da un infarto, a Italia Radio parlò per primo della sua successione, senza tuttavia discuterne con lui. Nel frattempo D'Alema, assieme a Occhetto, avevano spinto per modificare la linea del partito, rendendola più aggressiva verso il PSI di Bettino Craxi e più aperta verso un cambiamento del sistema politico imperniato sul maggioritario.

### Nascita del Partito Democratico della Sinistra
Nel 1990, terminata l'esperienza come direttore de L'Unità, Occhetto aveva bisogno di lui per dare seguito alla svolta della Bolognina. D'Alema, da coordinatore della segreteria, si occupava dei rapporti con l'ala a sinistra del partito ed era una garanzia di stabilità, per il suo essere un «figlio del partito» che non l'avrebbe mai tradito o gettato a mare; al contrario, Occhetto appariva voler approfittare della svolta per demolire parte della tradizione del partito con cui non era a proprio agio. Infatti nel suo libro Il sentimento e la ragione Occhetto scrive che D'Alema affrontò la svolta descrivendola come una "dura necessità", impostazione che strideva con la sua.
D'Alema divenne subito coordinatore della segreteria del neonato partito, acquistandovi una posizione eminente (anche grazie al controllo delle leve organizzative) e quasi facendo ombra a Occhetto, tanto da essere considerato il vicesegretario de facto.
Alle politiche del 1992 si ricandidò alla Camera, come capolista del Partito Democratico della Sinistra (PDS) nella medesima circoscrizione, venendo rieletto con 30.819 preferenze. Nel corso della XI legislatura ha fatto parte della 5ª Commissione Bilancio, tesoro e programmazione, oltre a ricoprire l'incarico di capogruppo del gruppo parlamentare PDS a Montecitorio. Ad aprile 1992 venne escluso dalla direzione del partito per diventare capogruppo alla Camera. Contemporaneamente Walter Veltroni, Responsabile della propaganda, venne promosso da Occhetto alla direzione de L'Unità.

### Transizione dalla prima alla seconda Repubblica

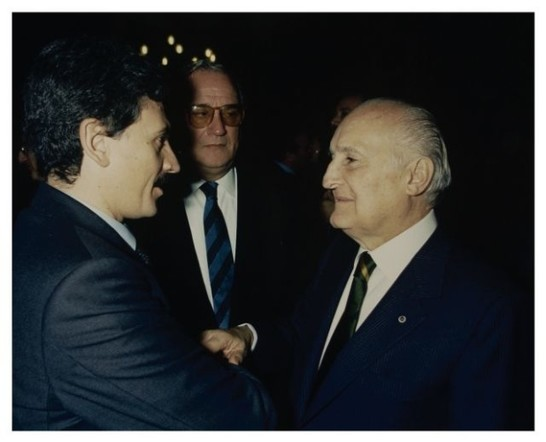
D'Alema con il vicepresidente della Camera Alfredo Biondi e il presidente della Repubblica Oscar Luigi Scalfaro durante lo scambio di auguri per le feste natalizie del 1992.

Durante l'elezione del Presidente della Repubblica del 1992, nel clima di instabilità esacerbata dalla strage di Capaci, D'Alema sostenne, assieme al presidente della DC Ciriaco De Mita, la candidatura del presidente della Camera Oscar Luigi Scalfaro rispetto a quella del presidente del Senato Giovanni Spadolini caldeggiata da Occhetto ma entrambe in ottica anti-andreotti.
Quando nacque il primo governo di Giuliano Amato, D'Alema non votò la fiducia, ma cominciò una fase di dialogo e collaborazione per superare le difficoltà politiche e finanziarie del momento: dopo la crisi di governo, D'Alema fu intervistato - primo ex comunista - dal giornale della DC Il Popolo. In quell'intervista accreditò l'idea di un governo sostenuto dai partiti riformatori ma guidato da un uomo nuovo: era il profilo di Romano Prodi, ma per quella fase si scelse di formare un governo tecnico guidato da Carlo Azeglio Ciampi, per cui giurarono anche dei pidiessini. Essi tuttavia si dimisero dopo che il Parlamento aveva negato ai magistrati l'autorizzazione a procedere nei confronti di Craxi; il PDS non votò la fiducia ma D'Alema mantenne dei contatti di collaborazione col governo.
In seguito alla vittoria del PDS alle amministrative del 1993, furono indette nuove elezioni anticipate, che si tennero l'anno successivo: furono vinte da Silvio Berlusconi mentre D'Alema fu eletto nel collegio n. 11 della Puglia.

### Segretario del Partito Democratico della Sinistra

#### Elezione a segretario
In seguito alla sconfitte elettorali del PDS alle elezioni politiche ed europee del 1994, Occhetto si dimise da segretario e, nella successione apertasi, D'Alema si candidò alla segreteria del partito, contendendosela con Veltroni, direttore de L'Unità e sostenuto dall'uscente Occhetto e da diversi dirigenti come Fassino.
Eugenio Scalfari su La Repubblica suggerì di scegliere il segretario tramite un referendum, che la direzione del partito decise di tenere fra tutti i 19.000 dirigenti centrali e locali del partito. Scalfari scriveva che se fosse stato eletto D'Alema non sarebbe cambiato nulla; esperti di immagine lo bocciavano; Giampaolo Pansa lo soprannominava «baffino di ferro» (riferimento al nomignolo attribuito a Stalin «baffone»), alludendo ad un suo presunto attaccamento ad una vecchia concezione della politica e del partito.
Al referendum parteciparono solo 12.000 aventi diritto, di cui circa 6.000 votarono per Veltroni e circa 5.000 per D'Alema; poiché nessuno aveva conseguito la maggioranza, la decisione fu rimandata al Consiglio nazionale, composto di 480 membri, che furono pressati da una parte da Fassino e dall'altra da Claudio Velardi (divenuto il più fedele collaboratore di D'Alema che conosceva fin dall'inizio della sua carriera parlamentare), aiutato da una squadra di dalemiani, quasi tutti ex esponenti della FGCI.
Il 1º luglio 1994 D'Alema venne eletto segretario del PDS con 249 voti contro 173 di Veltroni: secondo il diretto interessato, ciò avvenne perché il partito voleva un cambiamento rispetto alla politica di Occhetto, cui Veltroni era troppo vicino.
Come segretario D'Alema si avvicina al Partito Popolare Italiano, sostenendo insieme a loro il governo tecnico di Lamberto Dini con la Lega Nord e contribuendo alla nascita della coalizione di centro-sinistra L'Ulivo, perseguendo, a differenza di Occhetto, una politica di alleanza con le forze di centro-sinistra d'ispirazione cattolica e accettando che il candidato premier fosse l'ex presidente dell'IRI Romano Prodi (figura più rassicurante per l'elettorato moderato), benché il PDS fosse nettamente la componente preponderante, dal punto di vista elettorale, all'interno della coalizione.

#### L'Ulivo al governo

D'Alema (segretario del PDS) insieme a Romano Prodi (candidato premier per L'Ulivo) e Lamberto Dini (premier uscente) nel 1996

Il 21 aprile 1996, a seguito di una nuova tornata elettorale che vide prevalere la coalizione de L'Ulivo sul centro-destra, riconfermò il proprio seggio. Sotto la sua guida, nel 1996, il PDS diventò il primo partito nazionale (21,1%), prima e unica volta per un partito di sinistra in elezioni politiche (il PCI lo fu ma nelle elezioni europee del 1984).

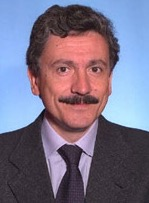
Massimo D'Alema rieletto alla Camera dei deputati nel 1996.

Il 5 febbraio 1997 D'Alema viene eletto presidente della Commissione parlamentare bicamerale per le riforme istituzionali, dopo aver convinto il leader di Forza Italia Silvio Berlusconi a sostenere la sua candidatura. Il 9 ottobre dello stesso anno, dopo che Rifondazione Comunista tolse l'appoggio al governo, Prodi si dimise temporaneamente. D'Alema sarebbe stato orientato verso elezioni anticipate, approfittando delle difficoltà sia del Polo per le Libertà che della stessa Rifondazione. Prodi riuscì però a trovare un compromesso con Fausto Bertinotti, segretario di Rifondazione Comunista, e la crisi rientrò.
Alle amministrative del 1997 si candida al consiglio comunale di Roma, come capolista del PDS a sostegno del sindaco uscente Francesco Rutelli, venendo eletto consigliere comunale come il più votato e rimanendo in carica fino allo scioglimento del comune nel 2001.
Agli inizi del 1998 D'Alema guida il PDS verso gli "Stati Generali della Sinistra", per unificare il PDS con altre forze della sinistra italiana e creare un unico soggetto politico. Il partito si apre in tal modo ai contributi di altre culture riformiste, dandosi una svolta in chiave moderna, eliminando i riferimenti ad un comunismo deteriorato dall'età, infatti decide di "ammainare", ossia togliere dal simbolo lo stendardo recante la falce e il martello ed al suo posto viene inserita la rosa, vessillo del socialismo europeo, e proponendosi come efficace forza socialdemocratica. Il rinnovato soggetto politico prese il nome di Democratici di Sinistra (DS), al quale aderisce oltre il PDS, la Federazione Laburista, il Movimento dei Comunisti Unitari, i Cristiano Sociali, la Sinistra Repubblicana, ossia molti esponenti di estrazione socialista, repubblicana, cristiano-sociale e ambientalista: il 13 febbraio si celebra il congresso costitutivo dei DS, che si presenta quale partito leader della sinistra e del centro-sinistra italiano.

### Presidente del Consiglio dei ministri

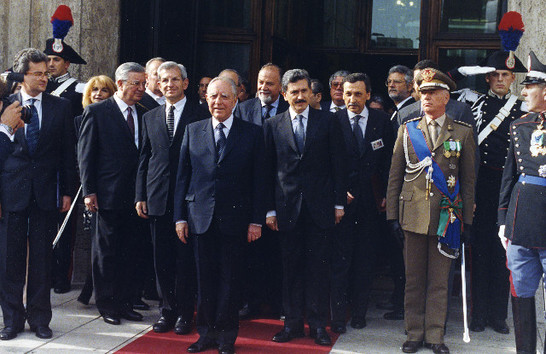
Massimo D'Alema e Carlo Azeglio Ciampi eletto nuovo presidente della Repubblica il 18 maggio 1999.

Il 9 ottobre 1998 cade il governo Prodi, in seguito alla crisi di governo aperta da Rifondazione Comunista e campeggiata dal suo segretario Bertinotti, per pochi voti (312 favorevoli e 313 contrari), nonostante una parte dei parlamentari di Rifondazione (contrari alla crisi) abbiano votato a favore (e che in seguito abbandonano il partito e costituiscono il Partito dei Comunisti Italiani). Durante la formazione di un nuovo governo di centro-sinistra, alcuni parlamentari centristi eletti col Polo per le Libertà, guidati da Clemente Mastella e ispirati dal presidente emerito della Repubblica Francesco Cossiga, si mostrarono disponibili ad appoggiarlo, ma a patto che non sia guidato da Prodi; molti videro in questa richiesta una chiara indicazione di D'Alema come nuovo capo di governo.

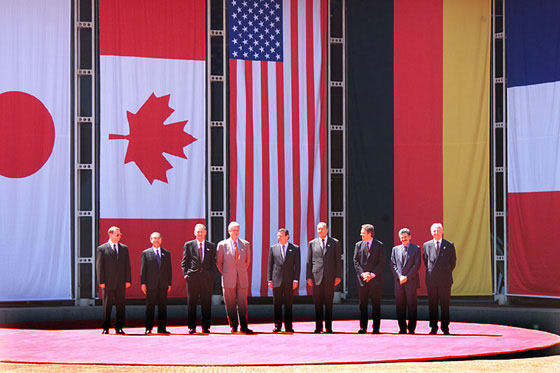
D'Alema (secondo da destra) al G8 del 1999 a Colonia (Germania)

Il 19 ottobre il presidente della Repubblica Scalfaro diede l'incarico di formare un governo a Massimo D'Alema, che accettò con riserva, e il 21 ottobre 1998 entrò in carica, diventando a 49 anni e 6 mesi uno dei più giovani Presidenti del Consiglio, oltreché il primo (e finora unico) esponente dell'ex PCI ad assumere la carica, tant'è che Cossiga (riconoscendone il significato storico) regalò a D'Alema nell’aula di palazzo Madama un bambino di zucchero, ironizzando sulla diceria secondo cui i comunisti mangiano i bambini.
Sostenne l'abolizione del servizio militare obbligatorio di leva e l'intervento NATO nella guerra del Kosovo (il secondo bombardamento italiano dal dopoguerra dopo la guerra del Golfo), avviato da basi militari NATO presenti sul territorio nazionale e con la partecipazione di mezzi dell'aeronautica Italiana, attirandosi così le critiche dell'ala pacifista della sua coalizione..

#### Rimpasto di governo e dimissioni

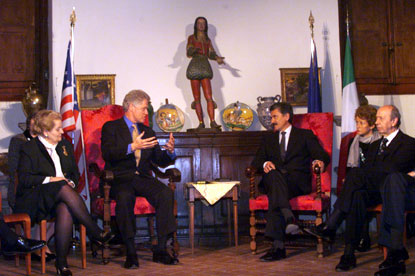
Incontro bilaterale tra D'Alema, assieme al suo ministro degli esteri Dini, e il presidente statunitense Bill Clinton col segretario di Stato statunitense Madeleine Albright a Firenze

Il primo governo presieduto da D'Alema rimase in carica fino al 22 dicembre 1999, quando nell'ottobre precedente venne annunciata una crisi di governo pilotata allo scopo di farvi entrare I Democratici di Arturo Parisi, ma passarono due mesi perché si arrivasse al D'Alema bis.
Il secondo governo D'Alema giura al Quirinale il 22 dicembre 1999 davanti al nuovo presidente della Repubblica Carlo Azeglio Ciampi. Questo esecutivo, rimasto in carica per 4 mesi e 4 giorni, è ricordato per essere come uno dei più brevi della storia repubblicana.
Il 19 aprile 2000, in seguito alla sconfitta de L'Ulivo alle elezioni regionali di quell'anno, rassegna le dimissioni da premier, affermando di farlo come «atto di sensibilità politica, non certo per dovere istituzionale». In particolare D'Alema ricevette la delusione peggiore nel Lazio, dove vinse per la Casa delle Libertà Francesco Storace, ex missino, deputato di Alleanza Nazionale (AN) e presidente della Commissione parlamentare di Vigilanza Rai.
Il 26 aprile 2000 gli succede alla Presidenza del Consiglio Giuliano Amato, che ricopriva l'incarico di Ministro del tesoro, del bilancio e della programmazione economica durante i suoi governi.
Durante il suo secondo governo venne approvata la discussa riforma del titolo V della Costituzione, e la legge sulla Par condicio che regolava l'accesso ai mezzi d'informazione delle forze politiche; si tratta dell'unico tentativo nel corso della seconda Repubblica di limitare, dal punto di vista legislativo, la predominanza nel mondo dell'informazione di Berlusconi..
Nel dicembre 2000 è stato eletto presidente dei DS; ha mantenuto la carica fino ad aprile 2007.

### Opposizione al governo Berlusconi

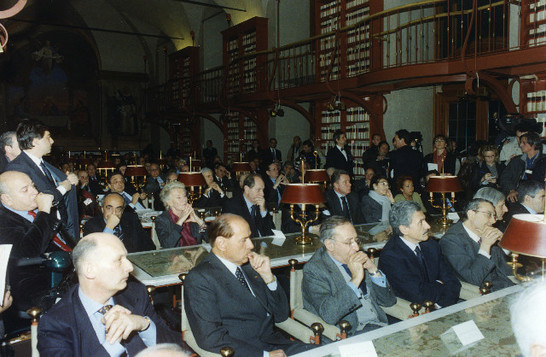
D'Alema (quarto da sinistra) e Silvio Berlusconi (secondo da sinistra) durante la Consegna a Montecitorio da parte della Fondazione Craxi delle carte dell'archivio privato di Bettino Craxi (2 febbraio 2001).

Alle elezioni politiche del 2001 D'Alema si ricandida alla Camera nel medesimo collegio, sostenuto da L'Ulivo, ma non tra le liste proporzionali in polemica col suo partito, venendo comunque eletto deputato col 51,49% e sconfiggendo i candidati della Casa delle Libertà, nonché deputato uscente di AN, Alfredo Mantovano (45,37%), della Fiamma Tricolore Leonardo Tunno (1,17%), della Lista Di Pietro, nonché ex funzionario dei DS, Pantaleo Gianfreda (1,13%) e della Lista Emma Bonino Roberto Mancuso (0,84%). Nella XIV legislatura della Repubblica, durante gli anni all'opposizione del secondo governo Berlusconi, è stato componente della 1ª Commissione Affari Costituzionali, della Presidenza del Consiglio e interni.
Ad ottobre 2003, nel corso del 22º Congresso dell'Internazionale Socialista tenutosi a San Paolo in Brasile, è stato eletto tra i vicepresidenti dell'organizzazione, venendo riconfermato per un altro mandato al successivo 23º Congresso organizzato nel 2008 a Città del Capo in Sudafrica.

### Elezione al Parlamento europeo
Alle elezioni europee del 2004 D'Alema si candida al Parlamento europeo, per la lista elettorale Uniti nell'Ulivo nella circoscrizione Italia meridionale, risultando eletto europarlamentare come uno dei più votati per preferenze con 836.707, dimettendosi da deputato il 19 luglio, per l'incompatibilità tre le due cariche, e venendo sostituito dall'ex presidente della Provincia di Lecce Lorenzo Ria, eletto alle elezioni suppletive di quell'anno. Nel corso del mandato è stato presidente della Delegazione per le relazioni con il Mercosur, membro della Commissione per la pesca, della Commissione per il commercio internazionale e della Conferenza dei presidenti di delegazione, membro sostituto della Delegazione per le relazioni con i paesi del Maghreb e l'Unione del Maghreb arabo (compresa la Libia) e ha fatto parte, sia come membro che come membro sostituto, della Commissione per gli affari esteri, della Sottocommissione per la sicurezza e la difesa..

### Ministro degli affari esteri

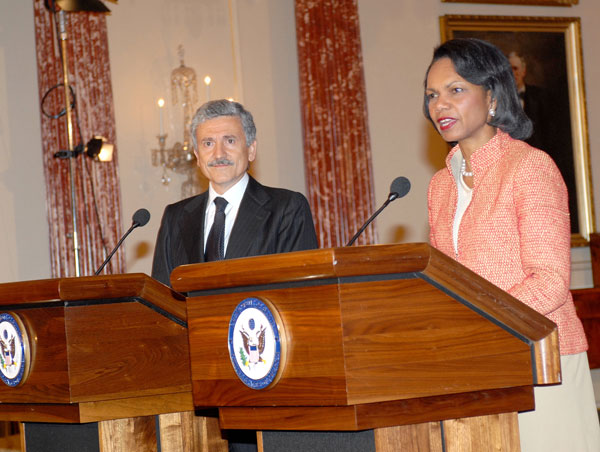
D'Alema col Segretario di Stato statunitense Condoleezza Rice il 16 giugno 2006.

Alle elezioni politiche del 2006 D'Alema si ricandida alla Camera, tra le liste de L'Ulivo (che univa principalmente i DS con La Margherita) come capolista nella circoscrizione Puglia, venendo eletto deputato e dimettendosi da europarlamentare, venendo sostituito da Andrea Losco. È stato proposto in modo informale da L'Unione come presidente della Camera dei deputati, ma lo stesso D'Alema ha poi rinunciato a questo incarico per evitare possibili divisioni all'interno della coalizione e facilitando così la proposta e successiva elezione di Fausto Bertinotti.
A maggio 2006, alla scadenza del settennato di Carlo Azeglio Ciampi e dopo la rinuncia di quest'ultimo ad un possibile nuovo reincarico, è stato per alcuni giorni proposto in modo informale dal centro-sinistra come Presidente della Repubblica. Data la divisione che il suo nome ha provocato nel mondo politico, l'Unione, dopo una nuova rinuncia di D'Alema, ha preferito convenire per il Quirinale sul nome di un altro esponente dei DS, Giorgio Napolitano, eletto presidente della Repubblica il 10 maggio.

Con la vittoria della coalizione de L'Unione alle elezioni e il successivo incarico di formare un governo affidato a Prodi, il 17 maggio 2006 diventa ministro degli affari esteri e vicepresidente del Consiglio dei ministri in quota DS nel secondo governo Prodi. Durante il suo mandato c'è stata una politica di freddezza nei confronti dell'amministrazione Bush, si ricorda ad esempio il rifiuto del rafforzamento delle truppe nella guerra in Iraq,, la presenza dell'Italia nella missione di pace durante la guerra del Libano, e in seguito l'impegno per la promozione di una moratoria presentata all'ONU sull'abolizione della pena di morte nel mondo. Nel 2006 ha ricevuto il titolo di Cavaliere di gran croce dell'Ordine Piano.

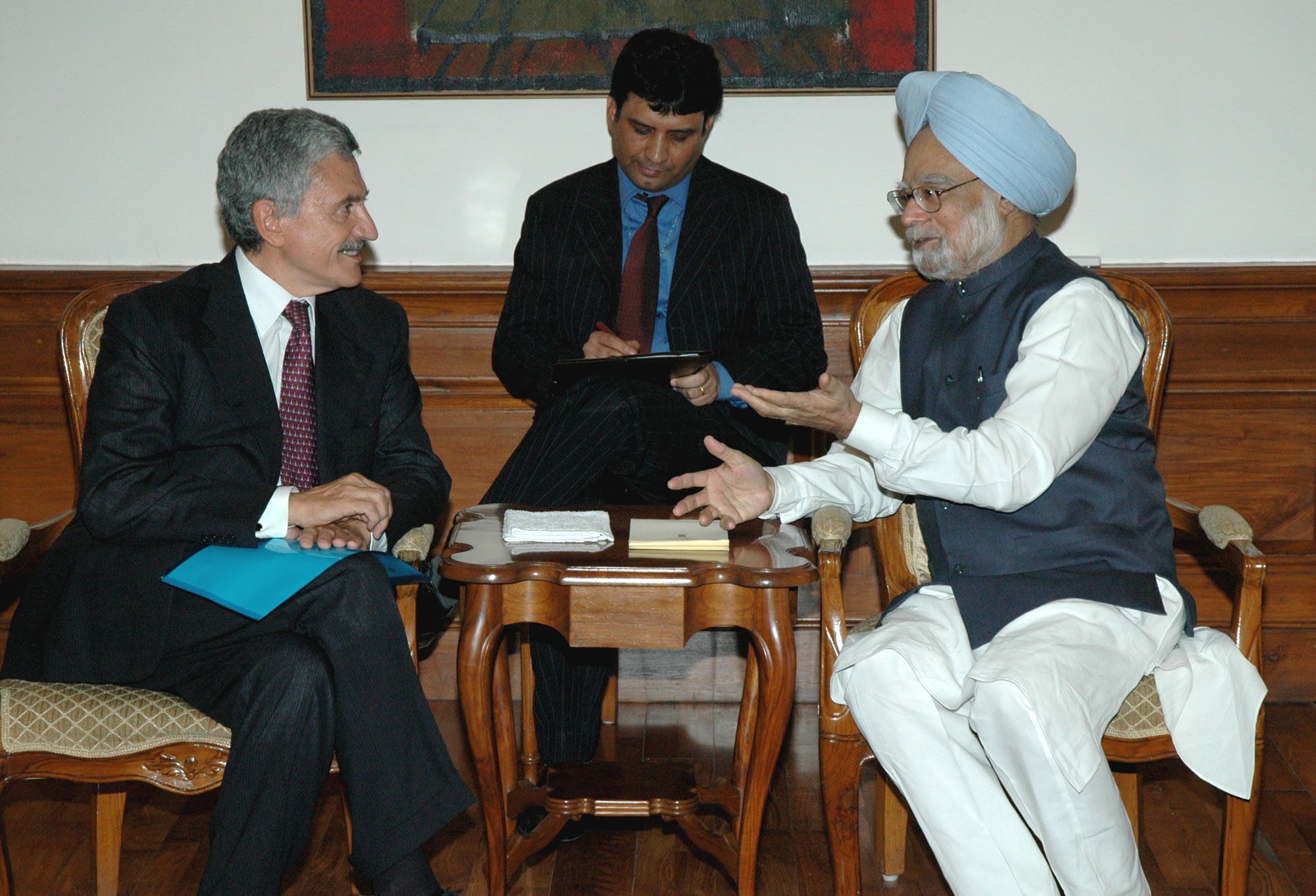
D'Alema col Primo Ministro indiano Manmohan Singh a Nuova Delhi il 10 ottobre 2007.

Il 21 febbraio 2007 è stato chiamato in Senato a riferire sulle linee guida di politica estera del governo, dopo aver dichiarato pubblicamente che qualora non si fosse raggiunta la maggioranza sulla mozione il governo si sarebbe dovuto dimettere. L'esito della votazione seguita alla sua relazione (158 favorevoli, 136 contrari e 24 astenuti) ha visto battuto il governo (non essendo stato raggiunto il quorum di voti favorevoli necessario, pari a 160 voti), motivo per cui il Presidente del Consiglio Prodi ha rassegnato le dimissioni. Rinnovata la fiducia al governo, D'Alema ha ripreso a ricoprire la carica di Ministro degli esteri fino alla caduta del governo il 24 gennaio 2008.
Da Ministro degli Esteri, il 18 dicembre 2007, ottiene un importante successo come promotore di una moratoria sulla pena di morte approvata per la prima volta nella storia dall'ONU (104 voti a favore, 54 contrari e 29 astenuti) dopo innumerevoli tentativi andati a vuoto per il mancato raggiungimento del quorum.

### Nascita e Primi anni del Partito Democratico

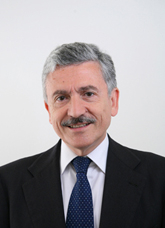
Massimo D'Alema rieletto alla Camera dei deputati nel 2008.

Nel 2007 è stato uno dei 45 membri del Comitato nazionale per il Partito Democratico (PD) che ha riunito i leader delle componenti del Partito Democratico prima dell'avvio della sua fase costituente.
Attualmente è presidente della Fondazione di cultura politica Italianieuropei e fondatore del movimento politico ReD, sigla di Riformisti e Democratici, che ha suscitato non poche critiche da parte di esponenti dello stesso PD evidenziando la possibilità che questa iniziativa potesse causare problemi allo stesso. D'Alema, considerato un'anima critica nei confronti della segreteria diretta da Veltroni, ha comunque smentito qualsiasi ipotesi di nascita di correnti, dichiarandosi ad esse contrario.
Alle elezioni primarie del PD nel 2009 sostiene la mozione di Pier Luigi Bersani, ex ministro dello sviluppo economico nel secondo governo Prodi, che risulterà vincente con il 53,23% dei voti.
Il 26 gennaio 2010, a seguito delle dimissioni di Francesco Rutelli dopo essere uscito dal PD, viene eletto all'unanimità presidente del Comitato parlamentare per la sicurezza della Repubblica (COPASIR), rimanendo in carica fino alla fine della XVI legislatura.
In vista delle elezioni politiche del 2013 decide, in caso di vittoria di Bersani alle primarie di "Italia. Bene Comune", di non ricandidarsi al Parlamento. Durante l'elezione del Presidente della Repubblica del 2013 il suo nome è circolato tra i candidati come convergenza tra PD, Popolo della Libertà e Scelta Civica come Presidente della Repubblica. Il suo nome era in una rosa di nomi presentata dal segretario del PD Bersani al quale il presidente del PdL Berlusconi aveva ristretto poi una terna in cui oltre a D'Alema comparivano i nomi di Giuliano Amato e Franco Marini, che poi sarà scelto, per una ampia intesa al primo scrutinio con il quorum più alto.

### Opposizione a Matteo Renzi e Scissione di Articolo Uno

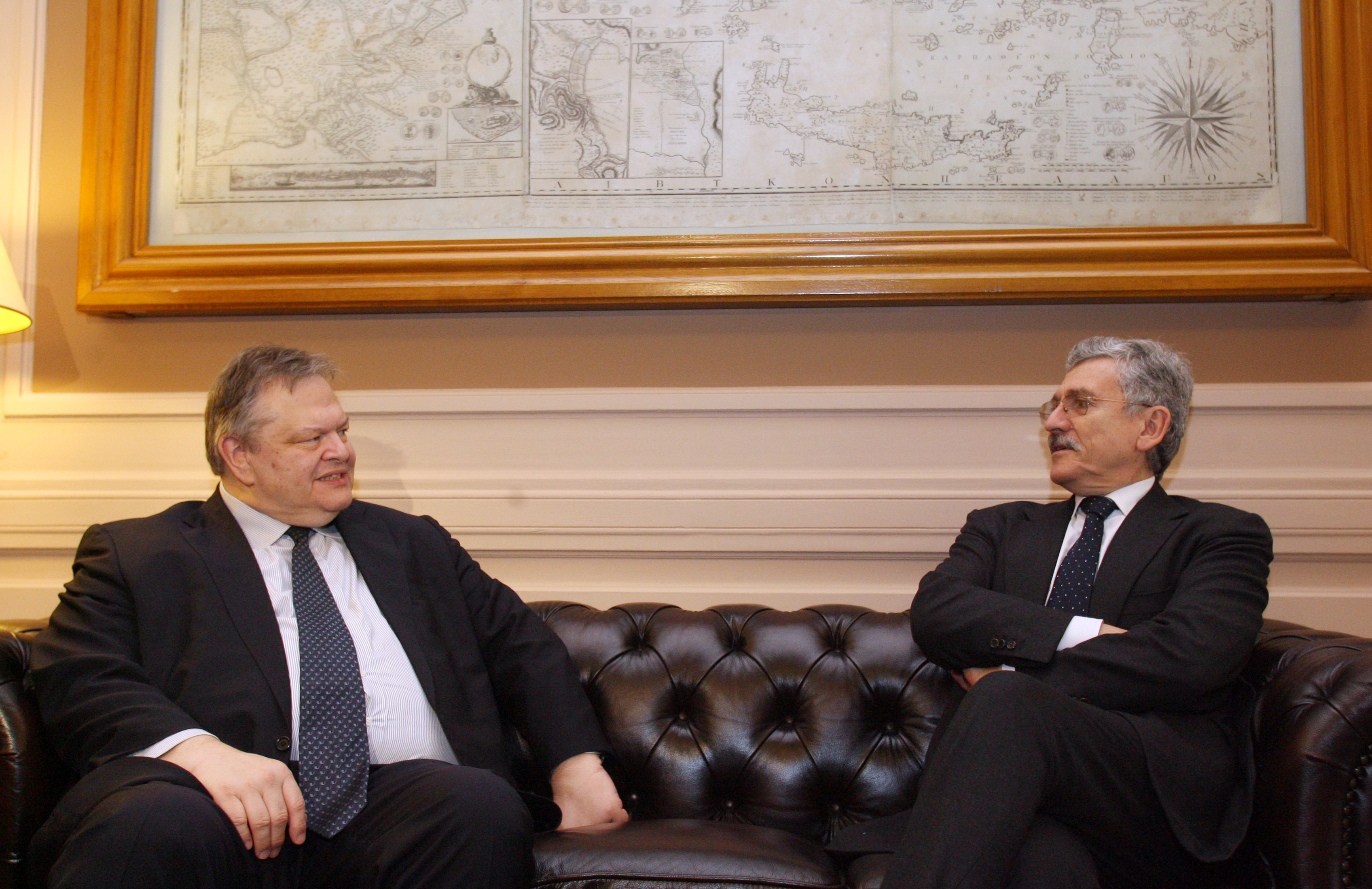
D'Alema insieme al vice primo ministro e ministro degli affari esteri greco Evangelos Venizelos il 7 febbraio 2014

Alle primarie del PD del 2013 appoggia la mozione di Gianni Cuperlo, ex segretario della Federazione Giovanile Comunista Italiana e della Sinistra Giovanile, nonché collaboratore di D'Alema fin dai tempi del PDS, ma che risulterà perdente arrivando secondo al 18,21% dei voti contro il 67,55% dell'allora sindaco di Firenze Matteo Renzi. Successivamente aderisce alla minoranza Dem (opposizione interna alla maggioranza di Renzi nel PD) assieme a Bersani, Roberto Speranza (capogruppo del PD alla Camera) e Rosy Bindi (presidente della Commissione parlamentare antimafia), diventando uno dei principali esponenti.
A settembre 2016, in vista del referendum del 4 dicembre sulla riforma costituzionale Renzi-Boschi, torna alla politica attiva, promuovendo, insieme alla minoranza Dem, il "No" e la relativa campagna elettorale in opposizione al suo partito guidato da Renzi (diventato Presidente del Consiglio nel 2014), organizzando un relativo comitato.
Il 20 febbraio 2017 abbandona il Partito Democratico, a causa di un acceso dibattito con la maggioranza per la linea attuata dal partito sotto la segreteria di Renzi. Cinque giorni dopo, assieme a Bersani, Speranza, Arturo Scotto, Guglielmo Epifani, Enrico Rossi e Vasco Errani crea un nuovo partito chiamato Articolo 1 - Movimento Democratico e Progressista, formato da parlamentari fuoriusciti dal PD e Sinistra Italiana.
Alle elezioni politiche del 2018 viene candidato al Senato della Repubblica nel collegio uninominale Puglia - 06 (Nardò) per Liberi e Uguali, lista elettorale guidata dal presidente del Senato uscente Pietro Grasso, ma raccoglie il 3,91% dei voti e viene sconfitto giungendo quarto dietro ai candidati del Movimento 5 Stelle Barbara Lezzi (39,88%), del centro-destra Luciano Cariddi (35,2%) e del centro-sinistra, in quota PD, Teresa Bellanova, viceministra dello sviluppo economico uscente, nonché renziana ex dalemiana (17,36%).
A gennaio 2022, durante un evento online dei dirigenti di Articolo Uno, D’Alema auspica il suo scioglimento e il ritorno dei suoi politici e militanti dentro il PD per costruire «una grande forza progressista», cosa che poi avviene il 10 giugno 2023 dopo le primarie del PD di quell'anno, dove durante la fase congressuale ha ribadito di non esserne interessato e di essere "in pensione".

### Attività extra-politiche
Parallelamente all’esperienza politica, D’Alema con la moglie e i figli investe nel settore vinicolo nella cantina “La Madelaine” che si trova tra Narni e Otricoli nella provincia di Terni.
Terminata l'attività politica attiva, D’Alema inizia a operare come consulente e lobbista per l'acquisto di ventilatori durante la pandemia di COVID-19 e non solo con la DL&M Advisor srl, società aperta a Roma nel 2019. Tramite questa società è anche socio, sempre dal 2019, della Silk Road Wines («Vini della strada della seta» dall’inglese) che commercializza vino all’estero.
Successivamente apre un'altra società in Albania, la A&I, che offre consulenze istituzionali alle imprese che vogliono internazionalizzarsi e quindi investire in quel paese.

## Vicende giudiziarie

### Finanziamento illecito ai partiti
Secondo un'inchiesta di Maurizio Tortorella sul settimanale Panorama, nel 1985 D'Alema, allora segretario regionale del PCI in Puglia, avrebbe ricevuto un contributo di 20 milioni di lire per il partito da parte di Francesco Cavallari, imprenditore barese, "re" delle case di cura riunite. L'episodio sarebbe stato ammesso da D'Alema in sede processuale, e, sempre secondo quanto riportato da Panorama il giudice Russi nel decreto di archiviazione del caso avrebbe aggiunto le seguenti considerazioni: "Uno degli episodi di illecito finanziario, e cioè la corresponsione di un contributo di 20 milioni in favore del PCI, ha trovato sostanziale conferma, pur nella diversità di alcuni elementi marginali, nella leale dichiarazione dell'onorevole D'Alema (...)". L'inchiesta sottolinea inoltre come all'epoca dei fatti la vicenda non avesse trovato spazio sulla stampa. Il reato è risultato già prescritto all'inizio delle indagini.

### Sospetto di concorso in aggiotaggio nella scalata alla BNL
Per D'Alema è stato ipotizzato dal GIP Clementina Forleo il concorso in aggiotaggio nell'ambito della scalata alla Banca Nazionale del Lavoro (BNL) organizzata dalla Unipol di Giovanni Consorte. Il giudice Forleo richiese nel 2007 al Parlamento la possibilità di utilizzare le trascrizioni delle intercettazioni telefoniche che coinvolgevano D'Alema, Consorte e Piero Fassino nel procedimento a carico degli scalatori, procedimento che peraltro non vede D'Alema tra gli indagati.
Secondo il Parlamento europeo - chiamato dal Parlamento italiano a pronunciarsi in materia, in quanto D'Alema era parlamentare europeo all'epoca dei fatti - i testi delle telefonate tra D'Alema e Consorte non potranno essere utilizzati in quanto già esistono agli atti elementi di prova sufficienti a suffragare l'accusa nei confronti degli autori della scalata, peraltro già rinviati a giudizio.

### Vendita di vino e libri alla cooperativa CPL Concordia
Nel marzo 2015 nelle indagini sul caso di tangenti a Ischia, è emerso che la CPL Concordia aveva acquistato nell'arco di 4 anni 500 copie del libro di D'Alema Non solo euro e circa 2.000 bottiglie di vino da una cantina a lui correlata. Nell'esame delle carte della CPL Concordia emerse che la Cooperativa aveva anche effettuato alcune donazioni per alcune migliaia di euro alla Fondazione Italiani Europei da parte della Cooperativa Cpl Concordia, senza alcuna relativa notizia di reato a carico della Fondazione.

### Causa controL’Espressoper l’inchiesta sugli appalti della Tav di Firenze
A ottobre 2013 per un’inchiesta sul settimanale L'Espresso di Lirio Abbate riguardante quella giudiziaria sugli appalti della Tav di Firenze; Lirio Abbate associava i nomi di alcuni indagati (molti dei quali assolti dal Giudice dell'Udienza Preliminare e poi dalla Cassazione, D'Alema intentava una causa di risarcimento danni per diffamazione. All’inizio di ottobre 2018, il Tribunale non riteneva diffamatorio l'articolo di Lirio Abbate in quanto riportava termini usati dagli inquirenti nell'istruttoria, che annoveravano la presidente di Italferr tra le conoscenze di Massimo D'Alema. Veniva quindi condannato al pagamento delle spese processuali».

### Vendita di sistemi militari alla Colombia
A marzo 2022 è stato coinvolto, con ampia eco sulla stampa, in una vicenda internazionale di vendita di sistemi militari alla Colombia da parte di alcune aziende italiane come Leonardo e Fincantieri. Nell'ambito di tale negoziazione D'Alema avrebbe ricoperto un ruolo di mediatore. Al riguardo la procura di Napoli ha aperto un'inchiesta, dove l'ex presidente del Consiglio non risultava indagato fino al 6 giugno 2023, quando assieme ad Alessandro Profumo viene indagato per corruzione internazionale aggravata.
L'11 aprile 2025 il Tribunale di Napoli dispone, su richiesta della Procura, l'archiviazione per tutti gli indagati.

## Controversie
D'Alema è uno dei pochi politici di centro-sinistra ad aver raccolto attestazioni di stima ed appoggio anche da parte di molti che, nel Paese, si riconoscono negli ideali politici del centro-destra, incluso Silvio Berlusconi, principale leader di centro-destra suo contemporaneo; tuttavia non mancano pareri molto critici che ritengono che questa stima sia stata conquistata grazie alla tendenza all'appeasement con la controparte, e come questo abbia comportato risultati alquanto scadenti sul piano politico.

### Tangentopoli
Nei primi mesi del 1993, quando l'inchiesta di Mani Pulite iniziava ad occuparsi delle cosiddette "tangenti rosse" al PCI/PDS, D'Alema definiva spregiativamente il pool «il soviet di Milano».
Il 5 marzo 1993, il governo Amato approvò il decreto Conso, con cui il parlamento cercava una "soluzione politica" a Tangentopoli. Il decreto fu contestato da gran parte della popolazione, non fu firmato dal presidente della Repubblica Scalfaro e fu criticato dal PDS. Questo episodio fu causa di attrito fra D'Alema e Amato: il presidente del consiglio accusò il PDS di aver tenuto un comportamento ambiguo.

### Utilizzo della violenza
Il 21 luglio 1995 a Montecchio Emilia (Reggio Emilia), durante la festa del giornale satirico di sinistra Cuore, D'Alema ha dichiarato: "Io ho fatto parte del movimento del '68, ho tirato bombe molotov a Pisa, quando ero studente alla Normale...".

### Patto della crostata
Il «patto della crostata» è un'espressione coniata nel settembre 1997 dal presidente emerito della Repubblica Francesco Cossiga per indicare l'accordo informale sulle riforme costituzionali siglato fra D'Alema, Franco Marini, Silvio Berlusconi e Gianfranco Fini durante una cena svoltasi nella notte fra il 17 e il 18 giugno nella casa di Gianni Letta di via della Camilluccia a Roma; la crostata in questione è il dolce che tradizionalmente veniva preparato per gli ospiti dalla moglie di Letta, Maddalena.
In quell'occasione, D'Alema si sarebbe impegnato a non fare andare in porto una legge sulla regolamentazione delle frequenze televisive: a tale fine si sarebbe prestato l'allora presidente della ottava Commissione permanente del Senato, Claudio Petruccioli, non calendarizzando l'esame degli articoli del disegno di legge n. 1138 per tutta la XIII legislatura. Tale legge avrebbe costretto il gruppo Mediaset a vendere una delle proprie reti (in tal caso avrebbe scelto probabilmente la meno importante, Rete 4). Inoltre, in quel periodo, Mediaset era in procinto di quotarsi in borsa, e una legge di quel calibro avrebbe ridotto il valore dell'azienda. L'eventuale prezzo che l'altro contraente (Silvio Berlusconi) avrebbe promesso come merce di scambio, non è noto. D'Alema bollò come "inciuci" (cioè pettegolezzi privi di fondamento) tali affermazioni. A causa probabilmente della scarsa conoscenza dei dialetti meridionali da parte dell'intervistatore, al termine fu attribuito un significato distorto (ovvero, accordo sottobanco), che è poi quello per il quale oggi viene più frequentemente utilizzato.

### Appartamento romano
Nel 1995 D'Alema rimase coinvolto nella cosiddetta Affittopoli, una campagna mediatica promossa da Il Giornale secondo la quale enti pubblici davano in locazione a VIP appartamenti ad equo canone. Dopo una dura campagna mediatica D'Alema decise di lasciare l'appartamento per comprare casa a Roma, ma solo dopo essersi presentato alla trasmissione televisiva di Rai 3 Samarcanda di Michele Santoro, in cui giustificò l'accaduto affermando che aveva avuto bisogno di una casa appartenente a enti pubblici perché versava metà del suo stipendio da parlamentare al partito (all'epoca consistente in circa 12 milioni di Lire al mese). L'immobile in questione era un appartamento di 146 m² in zona Porta Portese, per il quale pagava un equo canone pari a 1.060.000 lire (che rivalutati secondo l'inflazione ISTAT al 2010 corrispondono a circa 780 euro).
Il 4 maggio 2010, nel corso di una puntata del programma televisivo Ballarò dedicata alle vicende che avevano portato alle dimissioni da ministro di Claudio Scajola, Alessandro Sallusti (condirettore de Il Giornale) tornò su questo caso definendo D'Alema «il protagonista del più grande scandalo della "casta" italiana, che era "affittopoli"», suscitando la reazione di D'Alema che, inizialmente, replicò con vigore: «L'accostamento è del tutto improprio», e in seguito ai successivi e insistenti accostamenti tra le due vicende fatti da Sallusti «Lei era un privilegiato: "affittopoli" eravate una ventina di politici, quasi tutti di sinistra... Da un punto di vista etico-morale lei ha approfittato della sua posizione», ribatté: «Vada a farsi fottere: lei è un bugiardo e un mascalzone» e successivamente «Io capisco che la pagano per venire qui a fare il difensore d'ufficio del governo [...] capisco che deve guadagnarsi il pane, ma questo modo è vergognoso, ma io non la faccio più parlare». Secondo Roberto Natale, presidente della Federazione Nazionale Stampa Italiana, quelle di D'Alema sono state espressioni insultanti che nessun'affermazione o provocazione potevano giustificare. Per le frasi rivolte a Sallusti il Consiglio dell'Ordine dei Giornalisti del Lazio aprì un procedimento disciplinare a carico di Massimo D'Alema, in quanto giornalista iscritto all'Albo.

### Vendita e reimmatricolazione della barca di proprietà sotto bandiera britannica
A giugno 2018 D'Alema viene riconosciuto e fotografato in crociera nell'arcipelago di La Maddalena con la sua storica barca a vela Ikarus che però ora, sotto il nuovo nome di "Giulia G" (il nome della figlia di D'Alema), batte bandiera britannica e risulta immatricolata a Londra. Diverse inchieste giornalistiche suggeriscono che l'operazione di reimmatricolazione sotto bandiera straniera sia stata fatta per convenienza fiscale. La scelta, da parte di un personaggio che ha ricoperto i massimi incarichi istituzionali e politici della Repubblica, è fonte di scandalo.

## La passione velica
Appassionato di vela, D'Alema è stato proprietario di una prima barca a vela, il Margherita. Successivamente, nel 1997, ha acquistato, con il leccese Roberto De Santis ed il romano Vincenzo Morichini, la Ikarus, una Baltic di seconda mano.
In seguito - con i proventi della vendita della stessa integrati dalla vendita di una casa nel frattempo ereditata dal padre e da un leasing - ha acquistato, in comproprietà, una nuova barca a vela, la Ikarus II, lunga 18 metri, che è stata pagata la metà del prezzo preventivato: i cantieri "Stella Polare" di Fiumicino gliel'avrebbero regalata come promozione pubblicitaria ma lui ha voluto comunque almeno pagarne la metà.

## Opere principali
- La crisi del paese e il ruolo della gioventù. Comitato Centrale della FGCI 26-27 gennaio 1976. Relazione del Compagno Massimo D'Alema, s.l., 1976.
- La formazione politica in un moderno partito riformatore, a cura di e con Franco Ottaviano, Roma, Istituto Togliatti, 1988.
- Il partito nelle aree metropolitane, a cura di e con Sandro Morelli, Roma, Istituto Togliatti, 1988.
- Dialogo su Berlinguer, con Paul Ginsborg, Firenze, Giunti, 1994. ISBN 88-09-20545-6.
- Un paese normale. La sinistra e il futuro dell'Italia, con Claudio Velardi e Gianni Cuperlo, Milano, Mondadori, 1995. ISBN 88-04-40847-2.
- Progettare il futuro, a cura di Gianni Cuperlo e Claudio Velardi, Milano, Passaggi Bompiani, 1996. ISBN 88-452-2883-5.
- La sinistra nell'Italia che cambia, Milano, Feltrinelli, 1997. ISBN 88-07-47013-6.
- La grande occasione. L'Italia verso le riforme, Milano, Mondadori, 1997. ISBN 88-04-42161-4.
- Parole a vista, a cura di Enrico Ghezzi, Milano, Bompiani, 1998. ISBN 88-452-3777-X.
- Kosovo. Gli italiani e la guerra, intervista con Federico Rampini, Milano, Mondadori, 1999. ISBN 88-04-47302-9.
- Oltre la paura. La sinistra, il futuro, l'Europa, Milano, Mondadori, 2002. ISBN 88-04-51206-7.
- La politica ai tempi della globalizzazione, San Cesario di Lecce, Manni, 2003, ISBN 88-8176-391-5.
- A Mosca, l'ultima volta. Enrico Berlinguer e il 1984, Roma, Donzelli, 2004. ISBN 88-7989-905-8.
- Il mondo nuovo. Riflessioni per il Partito democratico, Roma, Italianieuropei, 2009. ISBN 978-88-89988-23-7.
- Controcorrente. Intervista sulla sinistra al tempo dell'antipolitica, a cura di Peppino Caldarola, Roma-Bari, Laterza, 2013. ISBN 978-88-420-9612-2.
- Non solo euro. Democrazia, lavoro, uguaglianza. Una nuova frontiera per l'Europa, Soveria Mannelli, Rubbettino, 2014. ISBN 978-88-498-4104-6.